# Савино (Заволзьке сільське поселення, Калінінський район)
Савино (рос. Савино) — присілок в Калінінському районі Тверської області Російської Федерації.
Населення становить 238 осіб. Входить до складу муніципального утворення Заволзьке сільське поселення.

## Історія
Від 2005 року входить до складу муніципального утворення Заволзьке сільське поселення.

## Населення
| 1859 | 1886 | 2002 | 2010 |
| ---- | ---- | ---- | ---- |
| 252  | ↗278 | ↘250 | ↘238 |